# Гарадзеја
Гарадзеја (блр. Гарадзея; рус. Городе́я) је градско насеље са административним статусом вароши (городской посёлок) у централном делу Републике Белорусије. Административно је део Њасвишког рејона Минске области. 

## Историја
Насеље се први пут спомиње 1530, а већ 1575. било је феуд књажевске породице радзивил.
Током XIX века постојало је село под именом Горња Гарадеја које је било центар једне од општина Новогрудског округа. У саставу Белоруске ССР је од 1939, а већ од наредне године административно уређен као варошица у оквирима Њасвишког рејона.

## Демографија
Према процени за 2011. у варошици су живела 3.983 становника.
| 2009. | 2010. | 2011. |
| ----- | ----- | ----- |
| 4.148 | 4.081 | 3.983 |